# Straight Between the Eyes
| Críticas profissionais | Críticas profissionais |
| Avaliações da crítica  | Avaliações da crítica  |
| Fonte                  | Avaliação              |
| ---------------------- | ---------------------- |
| Allmusic               | [ 1 ]                  |
| Rolling Stone          | [ 2 ]                  |
| Martin Popoff          | [ 3 ]                  |

Straight Between the Eyes é o sexto álbum de estúdio da banda de rock britânica Rainbow lançado em 1982. Um CD remasterizado duplicando a versão original em vinil foi lançada em maio de 1999.

## Faixas
Todas as faixas escritas e compostas por Ritchie Blackmore, Joe Lynn Turner, e Roger Glover exceto onde indicado. 
| Lado A |                                                           |         |  |
| N.º    | Título                                                    | Duração |  |
| 1.     | "Death Alley Driver" (Ritchie Blackmore, Joe Lynn Turner) | 4:42    |  |
| 2.     | "Stone Cold"                                              | 5:17    |  |
| 3.     | "Bring on the Night (Dream Chaser)"                       | 4:06    |  |
| 4.     | "Tite Squeeze"                                            | 3:15    |  |
| 5.     | "Tearin' Out My Heart"                                    | 4:03    |  |

| Lado B |                                                                         |         |  |
| N.º    | Título                                                                  | Duração |  |
| 6.     | "Power"                                                                 | 4:26    |  |
| 7.     | "MISS Mistreated" (Ritchie Blackmore; Joe Lynn Turner; David Rosenthal) | 4:27    |  |
| 8.     | "Rock Fever"                                                            | 3:50    |  |
| 9.     | "Eyes of Fire" (Ritchie Blackmore, Joe Lynn Turner, Bobby Rondinelli)   | 6:37    |  |

## Formação
- Joe Lynn Turner - vocais
- Ritchie Blackmore - guitarra
- Roger Glover - baixo
- Bobby Rondinelli - bateria
- David Rosenthal - teclados